# 三枝誠
三枝 誠（さえぐさ まこと、1954年〈昭和29年〉1月24日 - ）は、東京都出身の健康法指導者（「整体生活研究家」と称している）、武道家（御互道、御式内創始者）、古神道研究家（カタカムナの研究は50年以上に及ぶ）。
これまでに、ペンネームとして三枝龍生、また合気道家として天龍寺マコトの名前を使用していた時期がある。現在は、さえぐさ誠　の表記で活動している。
陸上自衛官（精鋭部隊である第1空挺団所属歴あり）。野口整体を修行し、養神館合気道内弟子等を経て、1984年（昭和59年）独立。パリ、ニューヨーク、ロサンゼルスで合気道と整体を指導。
2001年（平成13年）、健康武道「御互道」を発表。
2007年（平成19年）、生活武道「御式内」を公開。
陸上自衛隊第1空挺団で同期だった漫画家の板垣恵介を、塩田剛三に引き合わせた。シンガーソングライターの大貫妙子は中学時代の同級生。大貫妙子の紹介で、生前の坂本龍一に長年に渡り整体指導を行う。

## 著作
- 『整体的生活術』、ちくま文庫、2005年8月
- 『大和なでしこ整体読本』、アスペクト、2006年10月
- 『DVDでよくわかる　整体美人になる！』、学習研究社、2007年1月
- 『身体は何でも知っている』、アスペクト、2007年5月
- 『大和なでしこ整体読本 身体を取りもどす“七つの力” 』、ちくま文庫、2010年5月
- 『体は何でも知っている』、ちくま文庫、2010年9月
- 『最後に残るのは、身体だけ――自分を見つめなおす「整体の智恵」』、講談社＋α新書、2012年1月
- 『マンガでわかる気の相性学 気穴ちゃん!』、祥伝社、2015年3月
- 『大丈夫』、KKロングセラーズ、2016年4月